# Jan Michejda

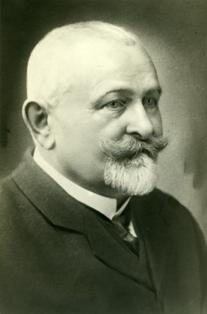
Jan Michejda

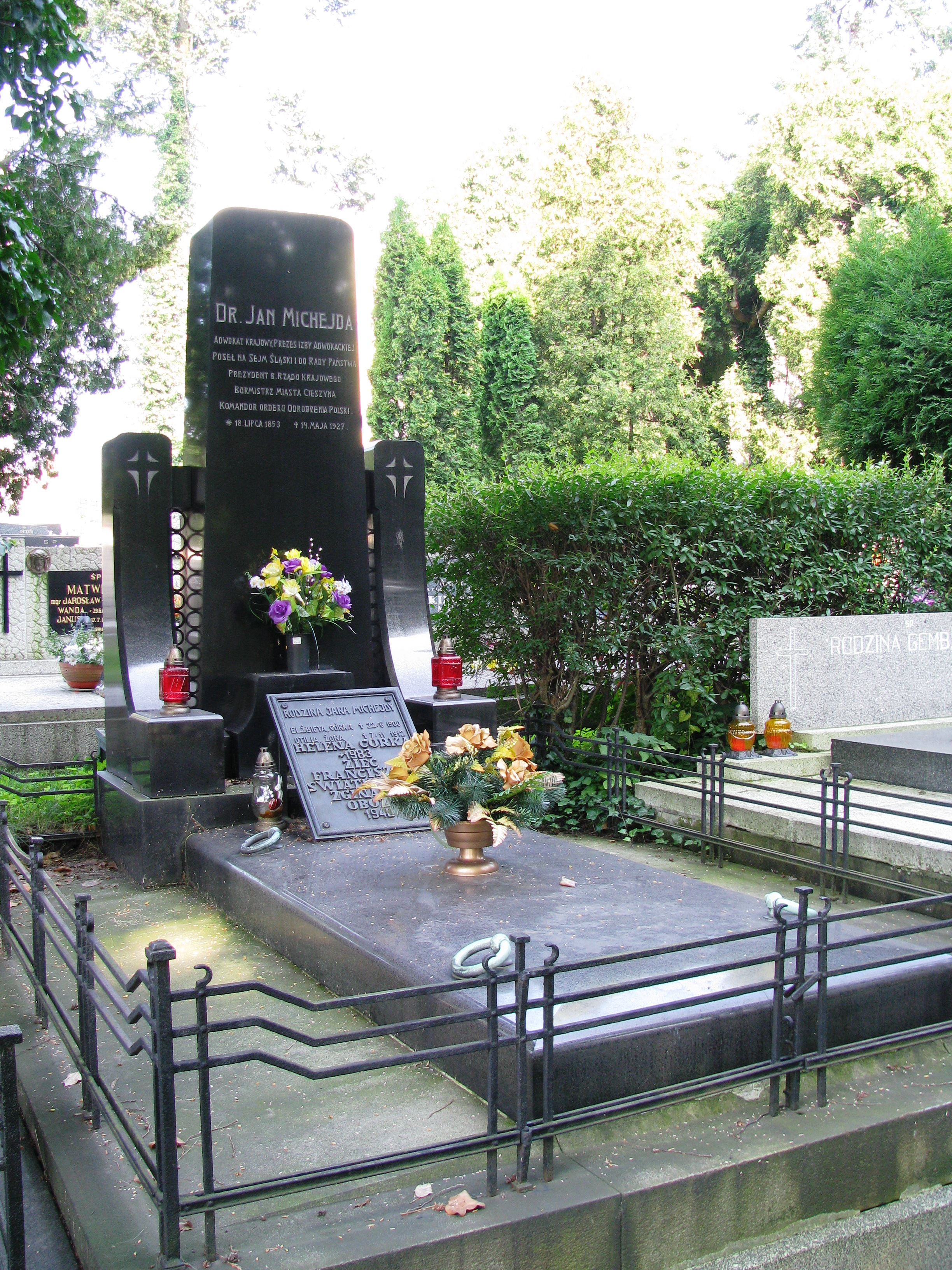
Grabmal in Teschen

Jan Michejda (* 18. Juli 1853 in Olbrachcice; † 14. Mai 1927 in der Umgebung von Skoczów) war ein polnischer evangelischer Rechtsanwalt, Politiker, Nationalaktivist im Teschener Schlesien, Bürgermeister von Cieszyn, Abgeordneter des Schlesischen Landtags sowie des Österreichischen Abgeordnetenhauses.
Er stammte aus einer herausragenden Familie der nationalbewusst polnischen Teschener Lutheraner. Nach der evangelischen Mittelschule in Cieszyn besuchte er ab 1871 juristische Studien in der Jagiellonen-Universität, 1875 abgeschlossen in Wien. Ab 1877 trug er einen Doktortitel. 1882 eröffnete er eine eigene Rechtsanwaltskanzlei in Teschen. Ab etwa 1880 wurde er ein polnischer Nationalaktivist (Mitgründer von Polityczne Towarzystwo Ludowe, Macierz Szkolna dla Księstwa Cieszyńskiego, Polskie Towarzystwo Gimnastyczne „Sokół“, Związek Spółek Rolniczych, Związek Kas Spółkowych systemu Raiffeisena) und der Hauptpolitiker der Lutheraner in der polnischen Nationalbewegung, deren Gegner waren die deutschfreundlichen und gegen ihn eingestellten sogenannten Schlonsaken, erst um den Superintendenten Theodor Karl Haase versammelt, ab 1909 unter der Leitung von Józef Kożdoń.
Er wurde Abgeordneter des Schlesischen Landtags in den Jahren 1890–1918 und des Österreichischen Abgeordnetenhauses in den Jahren 1901–1907 und 1911–1918 als Vertreter des Wahlbezirks Schlesien 13. Anfänglich in der XII. Legislaturperiode schlossen sich Jan Michejda und Józef Londzin nicht dem Polenklub im Abgeordnetenhaus an, wegen des Fehlens ihrer Unterstützung für Verbesserung der Emanzipation der Polen im Teschner Schlesien. Beide traten dem Polenklub erst im Jahr 1913 bei. In den Jahren 1918–1920 war er Mitglied der Rada Narodowa Księstwa Cieszyńskiego (Nationalrat des Herzogtums Teschen), zwischen den Jahren 1922 und 1927 der erste polnische Bürgermeister von Cieszyn.
Sein Bruder war der Pastor Franciszek Michejda, sein Neffe war Tadeusz Michejda.
Jan Michejda starb während der Feierlichkeit der Eröffnung der Bahnlinie zwischen Chybie und Skoczów und wurde im Kommunalen Friedhof in Teschen beigesetzt.